# Villers-lès-Guise
Villers-lès-Guise è un comune francese di 180 abitanti situato nel dipartimento dell'Aisne della regione dell'Alta Francia.

## Società

### Evoluzione demografica
Abitanti censiti